# Martin József Péter
Martin József Péter magyar közgazdász, szociológus, újságíró. A Transparency International Magyarország ügyvezető igazgatója 2013 óta. Diplomáját és PhD-fokozatát a Budapesti Corvinus Egyetemen szerezte. Tanulmányait Belgiumban és Hollandiában is folytatta. Jelenleg a Budapesti Corvinus Egyetem Közpolitika és Gazdálkodás Tanszékének külsős tanára, ahol a Korrupció és Kormányzás c. tárgyat, valamint intézményi közgazdaságtani és közpolitikai kurzusokat oktat. 2025-ben elnyerte a Francia Köztársaság Nemzeti Érdemrend lovagi fokozatát.
Gazdasági újságíróként kezdte a pályáját, másfél évtizeden keresztül gazdasági lapoknál dolgozott. 2003 és 2009 között a Figyelő című üzleti hetilap főszerkesztője volt. Vezetése alatt az újság Pulitzer Emlékdíjat nyert. 2010 és 2013 között elemzőként és tanácsadóként tevékenykedett több nemzetközi és hazai intézmény megbízásából. 2019-ben egy kiküldetés (secondment) keretében a Transparency International UK londoni irodájában dolgozott kutatási igazgatóként.
Két évtizede rendszeres szereplője a hazai és a nemzetközi médiának. Számos tudományos közleményt jegyez és egy könyv (Álomcsőd) társszerzője. Kutatási területe a korrupció, az intézmények és a gazdasági fejlődés összefüggései. 
Angolul magas szinten, franciául és oroszul társalgási szinten beszél. 

## Tudományos publikációk
Összesen 55 tudományos közlemény szerzője, ebből 16 tudományos folyóiratcikk.

### Fontosabb publikációk

#### Angol nyelven
- "Varieties of Corruption? A Typology of Country-Level Corruption Patterns Using Fuzzy-Set Ideal Type Analysis" (2025)
- "Captured institutions and permeated business – the longevity of Hungarian autocracy" (2024).
- "Legitimacy and Authoritarian Decline: The Internal Dynamics of Hybrid Regimes" - Problems of Post-Communism, 2022.
- "Resource Reallocation and Ambiguous Economic Performance in a Captured State – the Case of Hungary" - In: Systems, Institutions and Values In East and West, CEU Press, 2020.
- "Continuity or disruption? Changing elites and the emergence of cronyism after the great recession–The case of Hungary" - Corvinus Journal of Sociology and Social Policy, 2017.
- "Democratic backsliding and economic performance: country report on Hungary" - Transparency International Hungary, 2017.
- "In whose interest?: Shadows over the Hungarian residency bond program" - Investment Migration Council, 2016.

#### Magyar nyelven
- "Erőforrás-újraelosztás a bankszektorban – Három bank útja a külföldi leányvállalatoktól a haveri tulajdonlásig az Orbán-rendszerben" (2023).
- "Célellentétes következmények? Az uniós források hasznosulása Magyarországon" - Tárki Társadalomkutatási Intézet Zrt; TÁRKI, 2022.
- "Olajozza vagy csikorgatja a fogaskerekeket?" - In: Társadalmi Riport, 2020.
- "Kéz a kézben a lejtőn: Korrupció és sajtószabadság a magyar trendek tükrében" - Médiakutató, 2019.
- "Felzárkózás vagy bezárkózás? A magyar gazdaság teljesítménye és az euroszkepticizmus alakulása az EU-csatlakozás után, összehasonlító keretben" - Budapesti Corvinus Egyetem, 2016.
- "Korrupcióérzékelés és médiahasználat a magyar fiatalok körében" - Transparency International Magyarország, 2016.
- "Válságkezelés és az euroszkepticizmus erősödése Magyarországon és az EU-ban. Okok, minták, következmények" - Külgazdaság, 2014.
- "Az euroszkepticizmus útjai Magyarországon: Gazdaságpolitika és európai uniós percepciók válságkörülmények között" - Competitio, 2013.
- "Vállalkozói félelmek és várakozások az Európai Unióhoz való csatlakozás kapcsán" - TÁRKI, 2000.
- "Menedzserutak. Magyar vállalatvezetők és bankárok a posztkommunista átalakulás időszakában" - Századvég, 1997.

## Egyetemi oktatás
Martin József Péter a Budapesti Corvinus Egyetemen oktat, ahol a korrupció és kormányzás, valamint intézményi közgazdaságtani tárgyakat tanít magyar és angol nyelven. Emellett vendégoktatóként is tevékenykedett a Denveri Egyetemen.

## Fontosabb projektmunkák
- 2022. szeptember – 2023. június: Kutatás a Center for International Private Enterprise (Washington DC) számára a nemek, átláthatóság és korrupció összefüggéseiről Magyarországon.[5]
- 2021. szeptember – 2022. január: Kutatás az állam-üzlet kapcsolatról Magyarországon a Center for International Private Enterprise számára.[6]

## Végzettség
- PhD-fokozat (2016): Budapesti Corvinus Egyetem, Szociológia Doktori Iskola. Disszertáció címe: "Felzárkózás vagy bezárkózás? A magyar gazdaság teljesítménye és az euroszkepticizmus alakulása az EU-csatlakozás után, összehasonlító keretben".
- Közgazdász diploma (MA, 1995): Budapesti Corvinus Egyetem, Társadalomgazdaság szak.

### Egyéb képzések, diplomák
- Groningeni Egyetem (1999, Erasmus ösztöndíj, EU-tanulmányok)
- Leuveni Katolikus Egyetem (1993, Tempus ösztöndíj, Közigazgatási tanulmányok)
- Széchenyi István Szakkollégium (1991-1995)

## Díjak és elismerések
- Francia Köztársaság Nemzeti Érdemrend lovagi fokozata (2025)
- Joseph Pulitzer-emlékdíj (2006): szerkesztőségi kategória
- EU Kommunikációért Díj (2004)

## Tagságok
- Transparency-Soma Díj, Transparency International Hungary, Zsűritag

## Interjúk
- "Martin József Péter: Magyarországon az állam nem felderíti, hanem elősegíti a nagykorrupciót" - Jelen interjú a hazai korrupciós helyzetről.
- "Martin József Péter: Már nem beszélhetünk szabad médiáról" - Jelen interjú a magyar médiahelyzetről és a sajtószabadság állapotáról.
- "A magyar államot foglyul ejtették" - Népszava interjú a magyarországi korrupció mértékéről és annak okairól.
- "Korrupciós index: javíthatná a közmorált, ha Varga Judit vállalja a felelősséget" - Alfahír interjú a Transparency International Korrupciós indexéről és Magyarország korrupciós helyzetéről.
- "Martin József Péter az EU-pénzes tárgyalásokról: lehet megegyezés, de módosítani kell a vállalásokat" - Portfolio interjú az uniós pénzekről.
- "Martin József Péter: Korrupcióba csak valódi demokráciákban bukhat bele egy kormány" - HVG interjú a magyar társadalom korrupcióhoz fűződő viszonyáról.
- "Ez a haverok kapitalizmusa" - Index interjú a magyarországi korrupciós mintákról és a politikai-gazdasági elit összefonódásáról.

## Televíziós és rádiós megjelenések
- Lesz-e valaha felelősségre vonás az MNB-alapítványok ügyében? YouTube
- Magyarország az unió legkorruptabb országa? Reagált a kormány a Transparency jelentésére. YouTube
- A kormányközeli Nézőpont Intézet felszólította a TI-t, hogy ne publikálja többé a korrupciós indexét. YouTube
- Az állami pénzek elosztásában mára teljesen intézményesült a korrupció. YouTube
- Maga a kormány szegi meg a szuverenitást napi szinten. YouTube
- Korrupció és jogállamiság Magyarországon. YouTube
- A magyar ügyészség a korrupciós rendszer működésének az Achilles-sarka. YouTube
- Martin József Péter: Majdnem kizártnak tartom, hogy hozzáférjünk az uniós támogatások 100%-ához. YouTube